# Oasi Valle della Buora
L'Oasi Valle della Buora è un'oasi di protezione della fauna selvatica che si trova nella frazione Salvaterra del comune di Badia Polesine, in provincia di Rovigo. È di proprietà del Consorzio di Bonifica Polesine Adige Canalbianco di Rovigo che la gestisce in collaborazione con il WWF Italia.

## Territorio
Si tratta di una zona umida di 10 ettari circa, uno degli ultimi biotopi di tipo palustre del Polesine caratterizzato dal Naviglio Valdentro.

## Storia
L'oasi, istituita nel 2007, ha subito un tentativo illegittimo di bonifica nel 2003.
Dal 2009, in occasione della Festa degli Alberi, sono state piantumate centinaia di piante per la riforestazione.

## Flora
Tra le varie specie figurano il carpino, l'ontano, il prugnolo selvatico, la roverella e la sanguinella.

## Fauna
Nell'oasi, grande richiamo per l'avifauna, nidifica l'airone rosso (Ardea purpurea) ed è stato segnalato in passato come luogo di nidificazione del falco pescatore (Pandion haliaetus).